# 田殿口駅
田殿口駅（たどのぐちえき）は、和歌山県有田郡吉備町（現・有田川町）野田に存在した有田鉄道の駅である。

## 歴史
かつてはみかんを輸送するための貨物輸送が盛んであった。

### 年表
- 1914年（大正4年）5月28日：開業。
- 2002年（平成14年）12月31日：鉄道路線廃止に伴い営業終了。
- 2003年（平成15年）1月1日：廃駅、閉鎖。
- 2018年（平成30年）9月17日：旧駅舎が長谷川義史によってペイントされる[1][2]。

## 駅構造
無人駅。駅舎はコンクリート造りである。1面1線のホームがあるほか、トイレがある。ホーム上に桜の木があり、路線の末期には団体の花見列車が運転されていた。
かつては隣接する選果場からの側線があり、果実（みかん）輸送専用の貨車を留置していたという。

## 駅周辺
- ありだ農業協同組合（JAありだ）選果場
- 有田南病院

## 駅跡

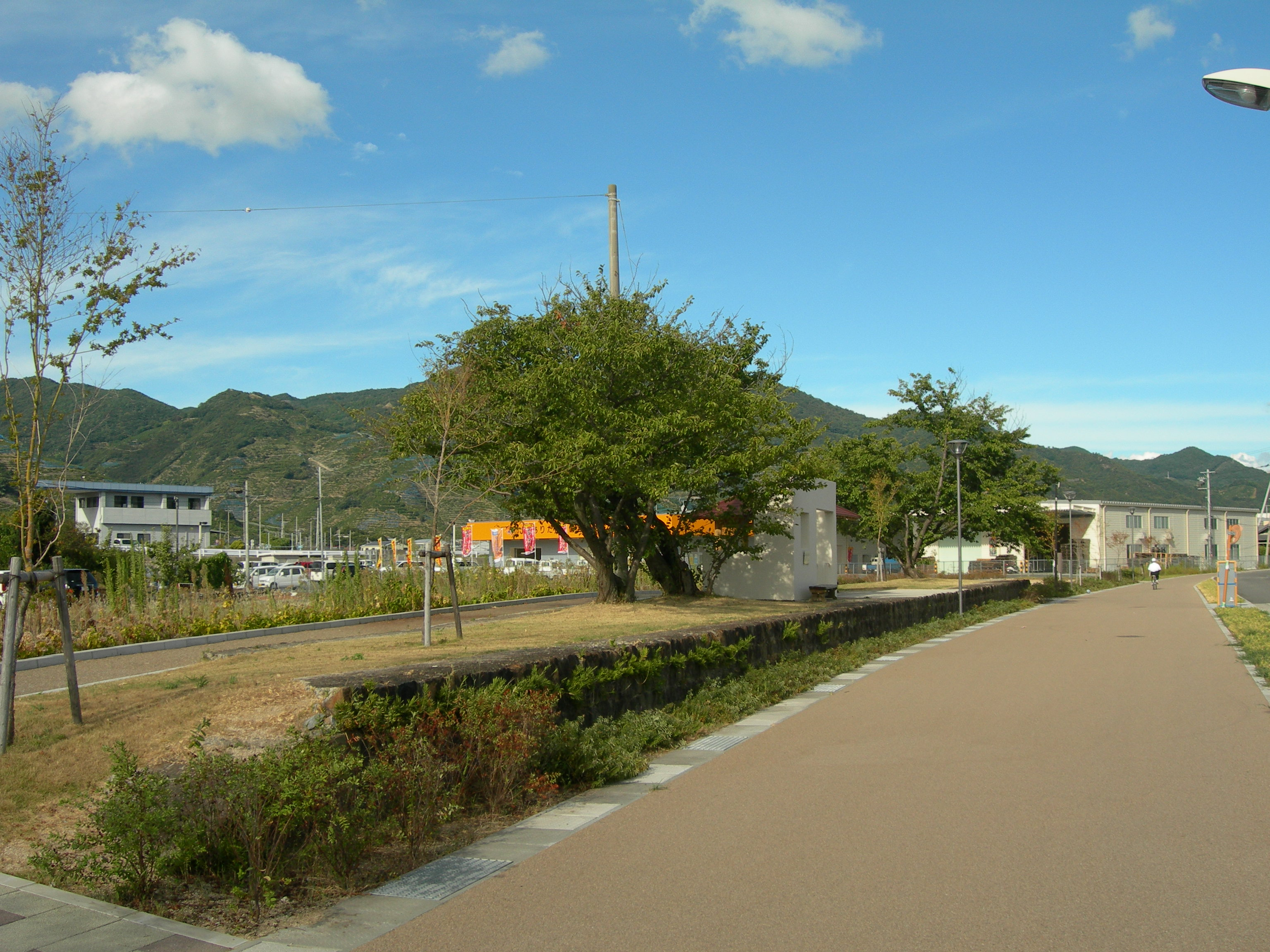
遊歩道として整備された田殿口駅跡（2010年9月）
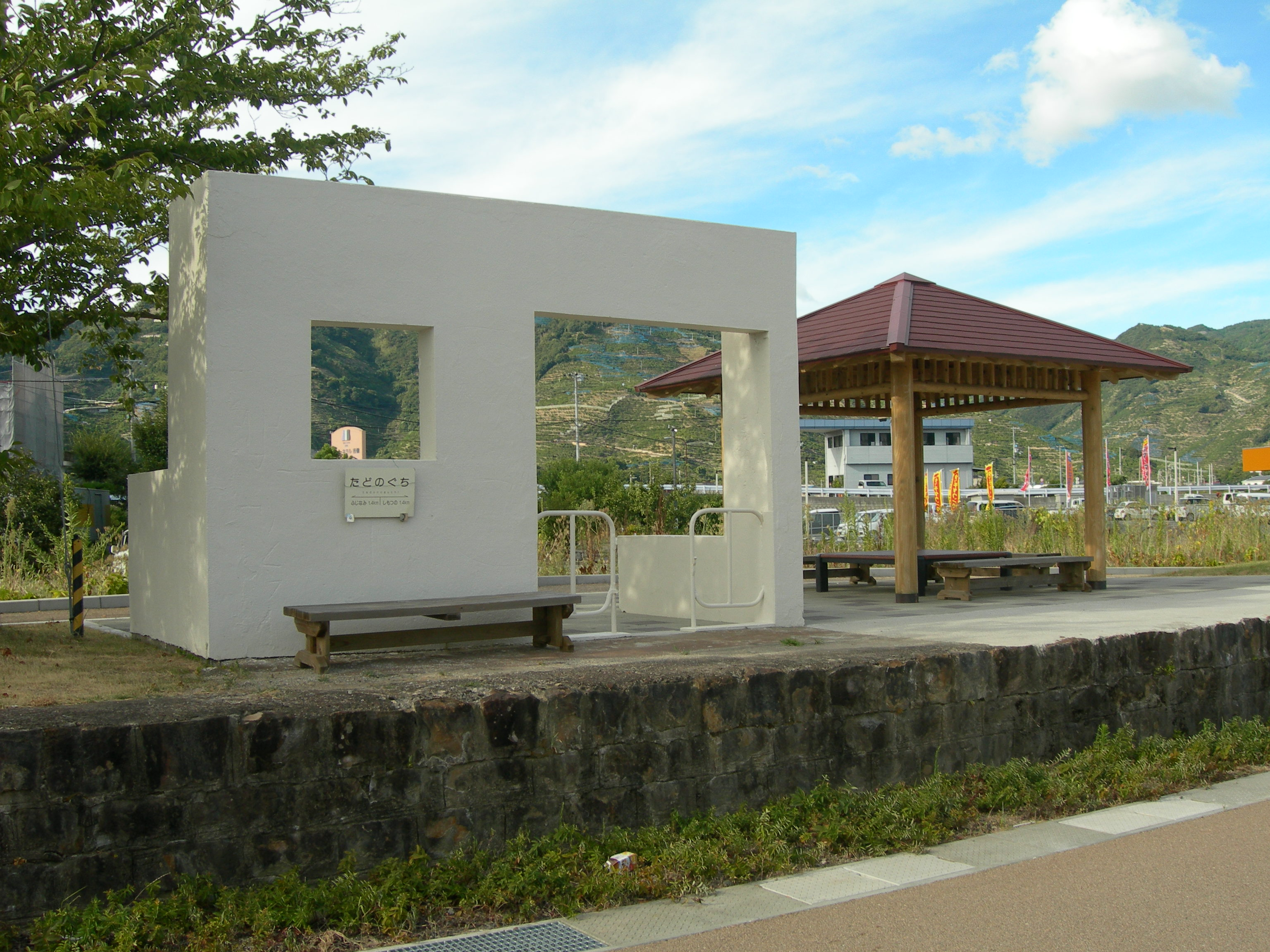
駅舎跡・ホーム側（2010年9月）

## 隣の駅
有田鉄道
有田鉄道線
藤並駅 - 田殿口駅 - 下津野駅
- かつては隣の藤並駅との間に明王寺駅が存在した。